# ロンドンデリー県統監
ロンドンデリー県統監（ロンドンデリーけんとうかん、英語: Lord Lieutenant of County Londonderry）は、イギリスの官職。統監の1つで、ロンドンデリー県を担当する。1831年首席治安判事（アイルランド）法（Custos Rotulorum (Ireland) Act 1831）により、Governor職を置き換える形で設立され、ロンドンデリー首席治安判事も兼任する。1898年地方政府（アイルランド）法によりロンドンデリーがカウンティ都市として分離、同法第69条に基づきロンドンデリーはロンドンデリー市統監の管轄下になった。1921年に北アイルランドが成立した後も引き続き任命されている。

## 一覧
- 1831年10月7日 – 1840年8月20日：初代ガーヴァー男爵ジョージ・カニング[3]
- 1840年 – 1860年3月13日：第2代準男爵サー・ロバート・ファーグソン（英語版）[3]
- 1860年4月10日 – 1870年4月22日：アチソン・ライル[3]
- 1870年6月25日 – 1877年9月2日：ロバート・ピール・ドーソン（英語版）[3]
- 1877年 – 1907年12月8日：第3代準男爵サー・ヘンリー・ブルース（英語版）[3]
- 1908年1月24日 – 1910年12月：ジョン・クック[3]
- 1911年1月7日 – 1914年8月22日：デイヴィッド・クレッグホーン・ホッグ（英語版）[3]
- 1915年3月31日 – 1926年：ジェームズ・ジャクソン・クラーク[3]
- 1926年10月30日 – 1938年1月14日：モーリス・マーカス・マクコースランド（英語版）[3]
- 1938年6月28日 – 1939年12月5日：第7代準男爵サー・チャールズ・ストロング[3]
- 1940年2月2日 – 1957年6月5日：ウィリアム・ロリー・レノックス＝カニンガム[3]
- 1957年10月10日 – 1960年5月30日：サー・ダドリー・マクコーケル（英語版）[3]
- 1960年10月17日 – 1965年：初代準男爵サー・ヘンリー・マルホランド（英語版）[3]
- 1965年9月2日 – 1974年：ジョン・チェリー・ドレナン（英語版）[3]
- 1975年6月13日 – 2000年：マイケル・ウィリアム・マクコーケル（英語版）（のち騎士爵）[3]
- 2000年6月14日 – 2018年5月11日：デニス・フィッツジェラルド・デズモンド（英語版）（のち騎士爵）[3][4]
- 2018年5月17日 – ：ヘレン・ローズマリー・アリソン・ミラー[4]